# نانا بواتنگ (بازیکن فوتبال، زاده ۲۰۰۲)
نانا بواتنگ (انگلیسی: Nana Boateng؛ زادهٔ ۱۷ سپتامبر ۲۰۰۲) بازیکن فوتبال اهل بریتانیا است.